# Caroline Baison (Schauspielerin)
Caroline Baison, verehelichte Caroline Berger (geb. 1837, gest. nach 1889) war eine deutsche Theaterschauspielerin.

## Leben
Baison, Tochter von Jean Baptist und Caroline Baison, war als sentimentale Liebhaberin am Hamburger Stadttheater, in Elbing, Danzig und Potsdam engagiert, verehelichte sich mit einem Berger und verließ Ende der 1880er Jahre Europa, um ihren dauernden Wohnsitz in San Francisco aufzuschlagen.